# Adolf Nesset
Adolf Nesset (* 16. August 1920 in Wien; † 12. Juli 1982 ebenda) war ein österreichischer Politiker (FPÖ). 

## Leben
Der gelernte Malermeister war von 1959 bis 1964 (über die Reststimmenliste) Abgeordneter zum Wiener Gemeinderat und Landtag; kurz vor Ende der 8. Wahlperiode nahm Erwin Hirnschall seinen Platz ein. 1963/64 war er Bundesobmann der FPÖ-Vorfeldorganisation Ring Freiheitlicher Jugend (RFJ). Nesset wurde 1982 auf dem Ober Sankt Veiter Friedhof im 13. Wiener Gemeindebezirk (Hietzing) beigesetzt.